# George Spencer-Churchill, Duce de Marlborough

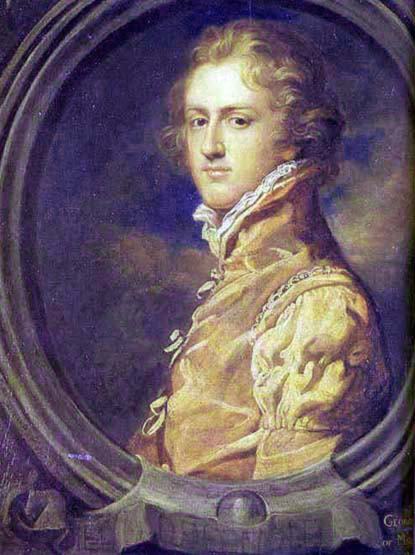
George Spencer-Churchill, Duce de Marlborough

George Spencer-Churchill, al 5-lea Duce de Marlborough(6 martie 1766 – 5 martie 1840), numit Marchiz de Blandford pînă în 1817, a fost nobil britanic și colecționar de antichități și de cărți.

## Biografie
Spencer-Churchill a fost fiul cel mare al lui George Spencer, Duce de Marlborough și a soției acestuia, Lady Caroline Russell. A fost educat la Colegiul Eton între 1776 și 1783 și la Christ Church, Oxford între 1784 și 1786, unde a absolvit la 9 decembrie 1786 cu "Master of Arts"] (M.A.). 
Lord Blandford a reprezentat Oxfordshire în parlament ca Whig între 1790 și 1796 și Tregony ca Tory între 1802 și 1806. Deși s-a născut și a fost botezat George Spencer, la scurt timp după ce a succedat ca Duce de Marlborough, la 26 mai 1817 și-a modificat numele în George Spencer-Churchill.

### Familie

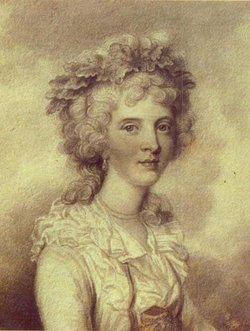
Lady Susan Stewart, Ducesă de Marlborough

La 15 septembrie 1791, Marlborough s-a căsătorit cu Lady Susan Stewart, fiica lui John Stewart, al 7-lea Conte de Galloway. Ei au avut patru copii:
- George Spencer-Churchill, al 6-lea Duce de Marlborough (1793–1857)
- Lord Charles Spencer-Churchill (1794–1840), căsătorit cu Ethelred Catherine Benett; au avut copii.
- Reverend Lord George Henry Spencer-Churchill (1796–1828), căsătorit cu Elizabeth Martha Nares.
- Lord Henry John Spencer-Churchill (1797–1840).[1]

Winston Churchill a fost stră-strănepotul Ducelui.
Copii nelegitimi cu Matilda Glover (1802 - 1876)
- Georgina Matilda (1819 - 1898)
- Caroline Augusta (1821 - 1905)
- Elizabeth (Ellen) (1823 - 1878)
- Henry Spencer (1831 - 1831)
- George (?)
- Henry (?)